# Trick
Trick es una película independiente estadounidense de temática LGTB del año 1999

## Tema
Las desventuras de dos jóvenes gays para encontrar un lugar donde poder enrollarse, una noche en La Gran Manzana.

## Argumento
Gabriel, un aspirante a escritor de musicales de Broadway, conoce a Mark, un estríper cachas, con quien liga en el metro. Ambos tratan durante toda la noche de buscar algún sitio para tener relaciones sexuales. Tienen que lidiar durante toda la noche, con el egoísta y vicioso compañero de piso de Gabriel; con Katherine su hiperirritante mejor amiga y una drag-queen celosa en una discoteca de ambiente...
- Datos: Q763446